# Образ (филм)
Образ је филмска драма из 2024. године у режији Николе Вукчевића, по сценарију Мелине Пота Кољевић и Ане Вујадиновић. Прати православно дете, које се бежећи од фашистичких јединица СС Скендербег и СС Ханџар, склања у кућу непознатог Албанца.,
Светска премијера филма је одржана на међународном филмском фестивалу у Котбусу у Немачкој 7. новембра 2024 године.

## Радња
Радња филма се дешава у периоду Другог светског рата на граници Црне Горе, током којег једно прогоњено православно дете, покушавајући да спаси свој живот од здруженог напада фашистичких јединица СС Скендербег и СС Ханџар, налази уточиште у кући незнанца — Албанца Нура Доке.
Господар куће, Нур, суочиће се са моралном дилемом: или да преда дете прогонитељима (и тиме погази лична уверења и својеврсни кодекс по коме живи) или да рескира животе целе породице, штитећи непознато дете друге вере и нације. Прогонитељи ће, кроз чињеницу да је Нур Дока представник народа једне од наведених јединица — покушати да успоставе посебан однос са њиме.

## Улоге
| Глумац               | Улога                 |
| -------------------- | --------------------- |
| Едон Ризваноли       |                       |
| Никола Ристановски   | судија                |
| Игор Бенчина         | Данило                |
| Албан Укај           | Сокољ                 |
| Зеф Дедивановић      | Сокољев отац          |
| Александар Радуловић | Абид                  |
| Бранимир Поповић     | Демуш                 |
| Елез Аџовић          | Меша                  |
| Вук Булајић          | Вук                   |
| Хана Павловић        | Мешина млађа сестра   |
| Мериса Аџоовић       | Мешина старија сестра |
| Хејлане Тербуња      |                       |
| Селман Јусуфи        |                       |
| Ана Вучковић         |                       |